# Gabriel Escarrer Juliá
Gabriel Escarrer Juliá (Porreras, Baleares, 14 de febrero de 1935-Palma de Mallorca, 26 de noviembre de 2024) fue un empresario hotelero español milmillonario. Fundador de Meliá Hotels International; tenía un patrimonio neto de 1,2 mil millones de dólares al momento de su muerte y alcanzó un máximo de 1,8 mil millones en 2018.

## Biografía
Gabriel nació en la localidad mallorquina de Porreras (1935). Su familia se trasladó a Palma de Mallorca, donde vivió el resto de su vida.En la capital balear realizó sus primeros estudios, finalizándolos en el Instituto Balear de Estudios Empresariales (IBEDE) donde se licenció en Ciencias Empresariales y administración. En 1956, cuando tenía veintiún años fundó el grupo Sol Meliá, que sería posteriormente Meliá Hotels International.
Desde los quince años trabajó en el sector turístico como operador turístico, donde conoció los entresijos del negocio. Tiempo después convenció al dueño del hotel Altair para que le alquilara un inmueble con sesenta habitaciones, donde el propio Gabriel, junto a su mujer Ana María Jaume trabajaron incansablemente para hacer rentable su proyecto hotelero, situado en el barrio de Son Armadans (Palma de Mallorca). Su modelo de negocio fue totalmente innovador, ya que hasta entonces, las cadenas hoteleras siempre habían sido las propietarias de los inmuebles en los que operaban. Ello provocaba problemas financieros, relacionados con la cantidad de deuda necesaria para poder expandir el negocio, y una mayor exposición a los ciclos económicos. Escarrer Juliá concibió el negocio hotelero como un servicio, independientemente de la propiedad del inmueble, creando un nuevo modelo de negocio que se ha convertido en uno de los más rentables del mundo.
Con la llegada del boom turístico en los años sesenta y setenta, su negoció se expandió, ayudado en gran medida por la llegada a Baleares de numerosos turistas europeos. Con los años fue adquiriendo nuevos hoteles, comenzando por la península, —con la compra de treinta hoteles de la cadena hotelera Hotasa— prosiguiendo por el Caribe y concluyendo por el Sureste asiático. En los años ochenta y noventa continuó su expansión por Bali (1985), Cuba —donde fue el primer operador en establecerse allí—, París, Londres, Nueva York, Brasil, China, Indonesia, y Vietnam.
En 1996 Meliá Hotels International entró en la Bolsa de Madrid, y adquirió el grupo de hoteles Tryp, situando al grupo Meliá Hotels International en el ranking de las mayores cadenas hoteleras del mundo, con más de 85.000 habitaciones.
En 2016 delegó sus funciones al frente del grupo en su hijo pequeño Gabriel Escarrer Jaume.
Casado con Ana María Jaume. El matrimonio tuvo seis hijos: cuatro mujeres y dos varones. La familia posee cerca del 52% del grupo Meliá, una de las compañías miembros del IBEX-35. En 2019, tenía una fortuna estimada en 1100 millones de dólares, según el ranking de millonarios de Forbes. Ostentaba el puesto 84 entre los más ricos del 2024 en España, según el diario El Mundo.
Falleció en Palma de Mallorca, en la mañana del 26 de noviembre de 2024, a los 89 años.

## Premios y distinciones
- Medalla de oro al mérito turístico (1983).[13]
- Doctor honoris causa por la Univesidad de las Islas Baleares (1988).[14][15]
- Miembro del Salón de la Fama de la British Travel Industry (2001).[16]
- Siurell de Plata (2003)[17]
- Medalla de Oro de las Islas Baleares (2005).[18]
- El Ayuntamiento de Calviá, bautizó el Paseo Marítimo de Magaluf como «Paseo Gabriel Escarrer Juliá» en su honor (2024).[19]